# Епитафи Скелићима на гробљу Буковац у Ртарима
Епитафи Скелићима на гробљу Буковац у Ртарима представљају епиграфска и фамилијарна сведочанства преписана са старих надгробних споменика у доњодрагачевском селу Ртари, Oпштина Лучани.
Предак данашњих Скелића, познат само по надимку као „Скело” (био је скелеџија), доселио се у Ртаре у време Кочине Крајине, бежећи од Турака. Зна се да је Скело имао сина Обрада, а да је Обрад са супругом Иконијом имао сина Ђока. Родослов Скелића грана се од Аксентија, Ђоковог сина кога је добио са другом супругом Вукосавом.
Чланови ове фамилије дуго носили су презиме Скеловић (помињу се и као Ђоковићи), да би се од до 70-их година 19. века усталило презиме Скелић.
Скелићи данас живе у Ртарима, Чачку, Београду и Крагујевцу. Славе Стевањдан.
Споменик Миљку Скелићу (†1870)
Овде поч. раб. Божи
МИЉКО
син Ђока Скелића
поживи 18 го.
а умро 22 јануара 1870 го.
Споменик Ђоки Скелићу (†1872)
Овде почива раба божи
ЂОКО Скелић
пож. 62 г
а умре 25 маја 1872 год.
Споменик Аксентију Скелићу (†1890)
ИС ХР
Овде почива раба божи
АКСЕНТИЈЕ Скелић из Ртара.
Поживи 42 г.
а умро 9 марта 1890 г.
Спомен подиже му брат Антоније
и синови Ђорђе Божидар и Љубомир
Споменик Антонију Скелићу (†1900)
ИС ХР
Зде почива Раба божи
АНТОНИЈЕ Скелић из Ртара
поживи 60 г
умро 27 децембра 1900 г.
Спомен подижу му синовац Ђорђе
Божидар и Љубо
и његова жена Марија
Споменик Ђорђу Скелићу (†1906)
Овде поч. раб. Божи
покојни ЂОРЂЕ Скелић
који поживи 32 год.
а умре 20 године 1906 марта месеца
Спомен под. супр. Вида
и Ева кћи и зет Миљко
Споменик Марици Скелић (†1912)
Овде почива раба божија
МАРИЦА
супруга покој. Антонија Скелића из Ртара
која часно и поштено поживи 71 г.
а престави се 2.3.1912 г.
Бог да јој душу прости
Спомен подиже јој кћи Винка Петковић
из Горачића
Споменик сестрама Скелић: П (†1911) и Сибинки (†1913)
Овде почивају две сестре
П. 20 г.
и СИБИНКА пож. 13 год.
Умреше старија 1911 год.
и млађа 1913 г.
Спомен им подигоше мајка Вида
свак Миљко Раденковић и сестра Јева
Споменик Станојки Скелић (†1939)
СТАНОЈКА Скелић
оч. Раденковић
пож. 3 г.
Умре 4 авг. 1939. ГОД.
Спомен јој под. мајка Јева
и отац Миљко
Споменик Види Скелић (†1958)
Овде почива
ВИДА Скелић
поживи 82 г.
Умре 5.10.1958 г.
Спомен подиже
поштована ћерка Јева
и зет Миљко и унуци